# Озеро Соляне (заказник)
Озеро Соляне — гідрологічний заказник загальнодержавного значення розташований у місті Гола Пристань (Херсонська область).
120 га земель, у тому числі:
- 22,2 га земель державної власності, які перебувають у постійному користуванні дочірнього підприємства «Санаторій Гопри» приватного акціонерного товариства лікувально-оздоровчих закладів профспілок України «Укрпрофоздоровниця»;
- 97,8 га земель комунальної власності Голопристанської міської ради.

Соляне — озеро, розташоване на південному сході міста Гола Пристань Херсонської області. Це безстічна водойма площею приблизно 0,5 км². Мулові грязі (пелоїди) та ропа озера мають лікувальні властивості.
Прибережна смуга озера через малий нахил займає значну площу. Частково берег заріс очеретом. Рівень води в озері нижче річки Конки (притока Дніпра). Площа водної поверхні протягом року суттєво змінюється. Максимальна глибина водойми незначна і коливається від 0,5 до 1,2 м. Озеро наповнюється за рахунок атмосферних та ґрунтових вод.
Озеро Соляне є реліктовим залишком древнього русла річки Дніпро, яке пройшло у своїй еволюції стадію мохового болота, що підтверджується розрізом донних відкладень: зверху вниз пелоїди, мул, торф, 
Озеро у заплаві пониззя  Дніпра з солончаковим,  водно-болотним та псамофітним природними комплексами і рідкісними цілющими для здоров'я людини властивостями.
Не дивлячись на малу площу, озеро оточене різними ландшафтами. Парк санаторію «Гопри» - зі сходу, зарості дерев і чагарників - з півдня. Із заходу - болотиста рівнина. 
Комахи - в траві і на деревах. Є і рідкісні - ті, які внесені до Червоної книги. Поблизу озера, до речі, навесні утворюються прісні водойми. Щільність земноводних в цих маленьких водоймах дуже висока. Прогріваються-то вони швидко. У парку, в заростях і на озері - птиці. Скільки видів? Гарне питання. Десятки, не менше. Зеленушки, зяблики, горлиці, дикі голуби ... А ще - не менше трьох видів качок, кулики, чайки, крячки. Одного разу над озером навіть пелікан літав!
А що у воді?
Проводилися вивчення озера Херсонською гідробіологічною станцією. Риби в озері, звичайно, немає - як і багатьох інших груп організмів. Але життя чимало. Особливо багато дрібних рачків. А іноді трапляються раковини молюсків.
Склад води та мулу
За своїми фізико-хімічним показниками озерний мул відноситься до хлоридно-натрієвого, високомінералізованого, слабосульфідного. Ропа озера має мінералізацію, яка прямо залежить від рівневого режиму води озера і коливається впродовж року від 10 г/л у квітні до 45 г/л у жовтні. Склад ропи в основному залишається постійним хлоридно-натрієвим із значним вмістом карбонатів та гідрокарбонатів. Донні поклади озера являють собою сірий мул із запахом сірководню тонкодисперсної структури з незначними домішками дрібнозернистого піску.
Лікувальна грязь озера Соляного має широкий спектр фізіологічних груп мікроорганізмів: бактерії, грибки, актиноміцети, продуценти, амінокислоти, які беруть участь у пелоїдогенезі, проявляють бактерицидну активність. Мул насичений комплексом біологічно активних речовин, які підкріплюють його цілющі властивості: йод, бром, мідь, цинк, залізо, кремній, марганець, фтор.
У чому його «сіль» ??
```
Взагалі, солоних озер в нашому краю чимало - як і по всьому півдню України. Нічого дивного в цьому немає: море-то - поруч! І море тут було не раз: територія області то заливалася морем, то ставала сушею. Так що солі в землі Херсонщини вистачає. Але справа в тому, що Соляне - озеро не просто солоне. Воно - хлоридно-гідрокарбонатне. Або, простіше кажучи, соляно-содове. Тобто в озері, крім звичайної кухонної солі, знаходиться ще і так звана питна сода! І переконатися в цьому дуже навіть просто: якщо опустити в озеро руку і потерти пальці один про одного. Відчуття буде таке, ніби рука намилена. Це вірна ознака того, що у воді є луг - сода. 
```

Історія
Ще на початку XVIII століття на цьому місці влаштувалися запорізькі козаки і нарекли його Голим Перевозом. Вони-то першими оцінили чудодійну силу води озера. Але з часом про неї забули. А після переконливої доповіді херсонського лікаря «Про необхідність лиманного лікування», який прозвучав на з'їзді земських лікарів, хворих херсонців направляли в Хаджибеївський лиман біля Одеси. Однак для них це було дорого. Ось тут і згадало земське зібрання про лікувальні властивості Голопристанського озера. У 1889 році була заснована грязелікарня.
Повітова управа орендувала поблизу озера приватний будинок, а першим медперсоналом майбутнього санаторію стали лікар і фельдшер. 26 травня 1889 року вони оглянули не лише перших дев'ять хворих, а й саме озеро. 
Оцінюючи ступінь захворювання і вік хворих, лікар прийшов до висновку, що краще застосовувати не купання в озері, а теплі і гарячі ванни з озерної ропи (розчин солі) і грязі. Його пропозиція була схвалена земством. Уже в серпні 1889 року в ваннах лікувалися 39 осіб. 
Кількість хворих, які бажали на собі випробувати чудодійну силу води озера, росло. Тоді додатково у селянина орендували будинок, обладнали ванні кімнати, купили коня, ліжка, посуд, найняли обслуговчий персонал. У 1895 році число хворих досягло 112 осіб. А в 1901 році лікувальний заклад потрапило в спеціальні довідники. Коли чутка про незвичайну грязелікарня вийшла за межі Херсонської губернії, і потік хворих перевалив число тих, кого можна було обслужити, земство в 1912 році, витративши 60 тисяч рублів, вибудував на березі озера приміщення.
Слід зазначити, що тоді хворі лікувалися без серйозного лікарського обстеження. Багато приїжджих не мали навіть медичного свідоцтва про характер захворювання. Лікарі грязелікарні часом ставили діагноз зі слів стражденних. На подив медиків, побічних негативних відображень на здоров'я хворих від лікування ропою майже не було: дари озера цілюще впливали на лікування їхніх хвороб.  
Цінність Голопристанського озера по достоїнству оцінили прийшли до влади більшовики. У 1920 році грязелікарню і озеро охороняв військовий робочий батальйон. 1 червня 1921 року санаторій відновив роботу під керівництвом лікаря Сазонова. Тільки за сезон цього року установа обслужила 648 хворих. У передвоєнні роки санаторій значно виріс: були побудовані два двоповерхових будинки для розміщення відпочиваючих і хворих, клуб, їдальню, кілька підсобних господарських приміщень. Пропускна здатність її становить 2000 процедур в день. Обслужити понад 600 осіб лікарня була не в силах. Саме тоді з'явилися «курсовочники». Так називали відпочиваючих, які ходили на процедури, але проживали і харчувалися в приватному секторі Голої Пристані.
Керівництво установи готувалося до цілорічному періоду обслуговування хворих, але плани були перервані війною, що почалася. Ще гриміли визвольні бої, а голопристанці приступили до відновлення зруйнованого фашистами санаторію. Уже в сезон 1946 року в ньому оздоровилися 200 інвалідів війни. А в 1948 році санаторій міг прийняти 1647 осіб, більшість з них були шахтарі Донбасу. У тому ж році на розширення будівництва грязелікарні було асигновано 500 тисяч рублів. Солярій, бібліотека, кінотеатр на 450 місць, спеціальні веранди для здійснення грязьових аплікацій на відкритому повітрі - це частина зробленого в післявоєнний період. Йшов час, і диво-лікарня стала відомою на всьому величезному просторі колишнього Радянського Союзу. І навіть після його розвалу цілющі властивості Голопристанського озера приваблюють хворих не тільки ближнього, але і далекого зарубіжжя.
Указом Президента України «Про території та об'єкти природно-заповідного фонду загальнодержавного значення» від 27 липня 2016р., Територію площею 120 га, оголошено гідрологічним заказником «Озеро Соляне». Повідомляють в Херсонській облраді.
Заказник створили з метою збереження і відтворення цінних природних комплексів, різноманітності ландшафтів, генофонду рослинного і тваринного світу, збереження в природному стані окремих унікальних природних утворень.
Легенди
```
Одна з легенд розповідає, що якось захворів у селянина верблюд, на ноги впав, і чоловік прогнав його з двору. Тварина зайшла в озеро та загрузла в мулі. Через кілька днів, верблюд не тільки весело гарцював по узбережжю, але й почав обростати новою блискучою шерстю.
```

Інша легенда більш пізнього часу розповідає про старого вірмена, який жив у Голій Пристані в середині ХІХ століття. Він часто лікувався за кордоном і вирішив випробувати за аналогією і домашні грязі. Результат виявився приголомшливим. Він почав продавати цілющий мул нужденним. Люди увірували у чудодійну силу озера і стали ходити до нього лікувати тяжкі недуги.
Лікувальні властивості
Згідно компетентних висновків відомих вчених України, цілющі грязі озера за своїм складом і цілющими властивостями краще грязей Мертвого моря. Наявність в лікувальному мулі розчинних солей, сірководню, каротину, гормонів, пеніціліна- і інших речовин, а в ропі - значної кількості вуглекислого натрію, заліза, карбонатів, сірки, а також підвищений в порівнянні з морською водою вміст калію, брому, йоду дають величезний лікарський ефект при запальних і післятравматичних захворюваннях суглобів і хребта, нервової системи, гінекологічних, урологічних, шкірних захворюваннях, хворобах дихальних шляхів, носоглотки.
З поверхні озера в спекотні вологі дні, особливо вранці, піднімаються разом з випарами іони брому, йоду, лужні сполуки. Прогулюючись по території санаторію або перебуваючи на березі озера, разом з диханням отримуєш натуральну лікувальну лужну інгаляцію.